# Asier Riesgo Unamuno
Asier Riesgo Unamuno (Deba, Guipúscoa, 6 d'octubre de 1983) és un exfutbolista professional basc que jugava com a porter.
En una carrera professional de 22 anys, va participar en 185 partits de La Liga durant 11 temporades, per a Reial Societat, Recreativo, CA Osasuna i SD Eibar. Va sumar 214 aparicions a la Segona Divisió, on va representar tots els clubs menys el segon.
Riesgo va ser internacional amb Espanya en categories per edats.

## Palmarès
Real Sociedad
- Segona Divisió: 2009–10[2]

Espanya sub-19
- Campionat d'Europa de Futbol sub-19 de la UEFA: 2002[3]

Espanya sub-20
- Copa del Món de futbol sub-20 (finalista): 2003